# Leucate
Leucate là một xã trong vùng hành chính Occitanie, thuộc tỉnh Aude, quận Narbonne, tổng Sigean. Tọa độ địa lý của xã là 42° 54' vĩ độ bắc, 03° 01' kinh độ đông. Leucate nằm trên độ cao trung bình là 25 mét trên mực nước biển, có điểm thấp nhất là 0 mét và điểm cao nhất là 70 mét. Xã có diện tích 23,55 km², dân số vào thời điểm 1999 là 2732 người; mật độ dân số là 116 người/km².

## Thông tin nhân khẩu
| 1962  | 1968  | 1975  | 1982  | 1990  | 1999  |
| ----- | ----- | ----- | ----- | ----- | ----- |
| 1.077 | 1.233 | 1.244 | 1.968 | 2.177 | 2.732 |

## Nhân vật nổi tiếng
- Henry de Monfreid